# 欧尔齐
欧尔齐，是匈牙利绍莫吉州所辖的一个村。总面积9.97平方公里，总人口570，人口密度57.2人/平方公里（2011年1月1日）。